# Calligonum azel
Calligonum azel  es una especie de arbusto de la familia de las poligonáceas. Es originaria del norte de África, donde se distribuye por Argelia, Túnez y Libia.

## Taxonomía
Calligonum azel fue descrita por René Charles Maire y publicado en Bulletin de la Société d'Histoire Naturelle de l'Afrique du Nord 23: 211. 1932.